# 崔率圭
崔率圭（：／ Choi Sol-gyu，1995年8月5日—），韓国男子羽毛球運動員。

## 簡歷

### 青年期
2011年10月，崔率圭代表韩國隊出戰在桃園縣舉行的世界青年羽毛球錦標賽。在率先進行的混合团体赛中，韩國队取得银牌；而在雙打賽事中，崔率圭与蔡侑玎在準決賽以0比2（18-21、13-21）不敌印尼的阿尔弗兰·埃科·普拉塞特亚/格罗里亚·埃马努埃莱·维德佳佳，赢得季军。
2012年6月，崔率圭再次代表韩國隊出戰在韩国慶尚北道金泉市舉行的亚洲青年羽毛球錦標賽。在率先進行的混合团体赛中，韩國队取得铜牌。在男雙方面，崔率圭与朴世雄在半準決賽以0比2 （18-21、16-21）不敌印尼的阿尔弗兰·埃科·普拉塞特亚/凯文·桑加亚·苏卡穆约，止步于八强。在混双赛事中，再度与蔡侑玎携手在决赛中击败了中国组合，夺得冠军。
同年10月，他再次出戰在日本千葉縣舉行的世界青年羽毛球錦標賽。在率先進行的混合团体赛中，韩國队取得铜牌。他连续两届与朴世雄搭档男雙，在第三圈中，以0比2 （12-21、17-21）不敌日本的井上拓斗/金子祐樹出局。混双方面，他與蔡侑玎以0比2 （17-21、13-21）不敌印尼的阿尔弗兰·埃科·普拉塞特亚/谢拉·德维·奥莉亚。
2013年7月，崔率圭再度代表韩國隊出戰在马来西亚沙巴州亞庇市舉行的亚洲青年羽毛球錦標賽。在率先進行的混合团体赛中，韩國队取得银牌。在混雙赛事中，他与蔡侑玎在决赛中打败了中国组合，成功地卫冕冠军。
同年10月，他再次出戰在泰國曼谷舉行的世界青年羽毛球錦標賽。在率先進行的混合团体赛中，韩國队取得金牌。在男雙方面，崔率圭与徐承宰在準決賽中不敌中国组合。而混双方面，他与蔡侑玎在準決賽中不敌中国组合。

### 2013年
2013年3月，催率圭分别与朴世雄和金慧麟搭檔出戰羅馬尼亞羽毛球國際賽。在男双方面，再次遭遇日本的井上拓斗/金子祐樹，以1比2（15-21、21-18、19-21）败于对手。而混双方面，在决赛中以2比0 （21-16、21-13）横扫土耳其的拉马赞·奥斯图克/内斯里汉·基利希，初次夺得國際系列賽的冠军。
同年10月，催率圭代表韓國參加在天津市舉行的東亞運動會羽毛球比賽，他与蔡侑玎在混雙賽事赢得了季军。
年尾12月，催率圭与蔡侑玎携手出戰越南羽毛球大獎賽。在混双决赛中，面对赛会3号种子、中華台北的廖敏竣/陳曉歡，激战三局以2比1（22-20、19-21、21-14）击敗对手，同时也是俩人合作以来的第一个成年赛冠军。

### 2014年
2014年11月，催率圭与申昇瓚出戰韓國羽毛球大獎賽。在混双的準决赛中，以2比1 （21-18、19-21、21-18）艰辛地击败了中華台北的曾敏豪/賴佳玟，提前为韩国队锁定了混双冠亚军包揽权。在决赛中，迎戰赛会5号种子、队友申白喆/張藝娜，因队友棄權。他与搭档赢得了本屆赛事的混双冠军；同是也達成自2010年开赛以来，韩国組合在该项目的「五连冠」。

### 2015年
2015年9月，催率圭与嚴惠媛出戰泰國羽毛球黃金大獎賽。在混双决赛中，面对赛会3号种子、印尼强档普拉文·乔丹/戴比·苏珊托，后者曾在前一场打败过来自韩国第一组合高成炫/金荷娜。因此，也让他与搭档更为小心地打好这场硬仗，最终激战三局以2比1（21-19、17-21、21-16）苦战而取得胜利，首次加冕黃金大獎賽的冠军。

### 2016年
2016年9月，催率圭代表韓國參加在俄羅斯莫斯科州舉行的世界大學生羽毛球錦標賽，在混合團體中，赢得了本次比赛的季军。同时他與金載煥合作贏得男子雙打比賽金牌。
2016年11月，催率圭与蔡侑玎出戰中國羽毛球首要超級賽。它们俩人一路从首圈直到四强，击败过世界前五名组合，让外界看到了这对韩国组合的崛起，成為高成炫/金荷娜之后的韩羽混双新势力。但在四强中，面对赛会2号种子、奥运冠军组兼印尼头号王牌的通托维·艾哈迈德/利利亚纳·纳西尔，无论是经验或是细腻度都与对手有着一段差距。最终，以0比2 （17-21、23-25）不敌对手，但俩人的表现可圈可点。
其后的香港羽毛球超級賽，在準决赛中遭遇印尼次号组合普拉文·乔丹/戴比·苏珊托，以1比2 （21-19、18-21、18-21）输了比赛，让对手成功地报回一箭之仇。

### 2017年
2017年5月，催率圭入选为韩国队蘇迪曼盃的混双主力。在小组赛中，他与蔡侑玎携手战胜了俄罗斯的叶夫根尼·德雷明/叶夫根尼亚·迪莫娃。但在对阵中華台北的王齊麟/李佳馨时，遭到对手的逆转以1比2 （21-11、18-21、16-21）吃下败仗。該場比賽韩国队最終以2比3不敌中華台北队，只能以小組第二名出线。进入準決賽時，他們以0比2（16-21、12-21）不敌泰国混双主力德差蓬·保乌拉努科/沙西丽·德拉达那猜，但全隊还是以总比分 3:1 力压泰国队。在决赛对阵中国队中，韩国教练依然派出他们出戰最末點混双，結果帮助韩国队夺回苏迪蔓杯团体赛冠军。。該屆韩国队成員大换血，為锻炼年轻选手，柳延星和金基正这两名男雙主力以及女双主力申昇瓚並未入選。
2017年7月，催率圭分别與金載煥和蔡侑玎携手出戰加拿大羽毛球大獎賽。在男双方面，首圈以2比0（21-11、21-12）轻取加拿大的Jonathan Lai/Kevin Lee。次圈面对赛会3号种子、印度的马奴·阿特里/苏密特·雷迪，激战三局以1比2（17-21、21-17、13-21）不敌对手。而混双赛事中，在首圈以2比1（18-21、21-10、21-13）逆转了对手。次圈打满三局以2比1 （14-21、21-14、21-13）再次逆转取胜。八強中，迎戰赛会7号种子、荷兰的雅高·阿伦斯/塞莱娜·皮克，激烈後以2比1（21-15、16-21、21-10）拿下对手。準决赛中，相遇队友徐承宰/金荷娜，在此前曾多次落败于該組合，最终大战三局以2比1（21-14、16-21、21-18）力克队友。决赛中，面对来自另一组韩国组合的金元昊/申昇瓚，以0比2（19-21、16-21）不敌队友。值得一提的是在本次混双四强中，韩国队占据了三席的优势，足以证明韩国混双實力堅強。

### 2018年
2018年5月，催率圭與新生代混双好手金荷娜合作出戰澳洲羽毛球公開賽。在韩国此次的混双名单中，将原有最好的2对组合，分别是他与蔡侑玎以及队友徐承宰/金荷娜进行更换。这四人没令韩国教练们失望，两对组合成功地打进準决赛，实现了「韩国内战」的会师。最终，他們以0比2（16-21、12-21）不敌同胞的徐承宰/蔡侑玎，獲得亞軍。

### 2023年：杭州亞運男雙奪銀，因酒醉缺席訓練退出國家隊
在亞運奪銀後催率圭便消失在賽場上，各賽事也接連退賽，根據《朝鮮日報》報導，崔率圭在今年7月於南韓麗水舉辦的BWF韓國公開賽期間因前一天喝酒缺席訓練、還將女友帶回國家隊宿舍，被揭發後受到代表隊懲罰。
亞運獲得銀牌後，羽協委員會決定暫停他兩年的國家隊資格，不過因部分人士主張罰得太重、又決定進行重新審議，隨後崔率圭表達退出國家隊的想法。

## 主要比賽成績
只列出曾進入準決賽的國際賽事成績：
| 年份   | 賽事                        | 公開賽級別 | 項目     | 搭檔       | 成績   |
| ------ | --------------------------- | ---------- | -------- | ---------- | ------ |
| 2011年 | 世界青年羽毛球錦標賽        | 其他       | 混合團體 | －         | 亞軍   |
| 2011年 | 世界青年羽毛球錦標賽        | 其他       | 混合雙打 | 蔡侑玎     | 準決賽 |
| 2012年 | 亞洲青年羽毛球錦標賽        | 其他       | 混合團體 | －         | 準決賽 |
| 2012年 | 亞洲青年羽毛球錦標賽        | 其他       | 混合雙打 | 蔡侑玎     | 冠軍   |
| 2012年 | 世界青年羽毛球錦標賽        | 其他       | 混合團體 | －         | 準決賽 |
| 2013年 | 羅馬尼亞羽毛球國際賽        | 國際系列賽 | 男子雙打 | 朴世雄     | 準決賽 |
| 2013年 | 羅馬尼亞羽毛球國際賽        | 國際系列賽 | 混合雙打 | 金慧麟     | 冠軍   |
| 2013年 | 亞洲青年羽毛球錦標賽        | 其他       | 混合團體 | －         | 亞軍   |
| 2013年 | 亞洲青年羽毛球錦標賽        | 其他       | 混合雙打 | 蔡侑玎     | 冠軍   |
| 2013年 | 東亞運動會羽毛球比賽        | 其他       | 混合雙打 | 蔡侑玎     | 銅牌   |
| 2013年 | 世界青年羽毛球錦標賽        | 其他       | 混合團體 | －         | 冠軍   |
| 2013年 | 世界青年羽毛球錦標賽        | 其他       | 混合雙打 | 蔡侑玎     | 準決賽 |
| 2013年 | 韓國羽毛球黃金大獎賽        | 黃金大獎賽 | 男子雙打 | 姜志旭     | 準決賽 |
| 2013年 | 澳門羽毛球黃金大獎賽        | 黃金大獎賽 | 混合雙打 | 蔡侑玎     | 亞軍   |
| 2013年 | 越南羽毛球大獎賽            | 大獎賽     | 混合雙打 | 蔡侑玎     | 冠軍   |
| 2014年 | 大阪羽毛球國際挑戰賽        | 國際挑戰賽 | 男子單打 | 金大恩     | 準決賽 |
| 2014年 | 大阪羽毛球國際挑戰賽        | 國際挑戰賽 | 混合雙打 | 蔡侑玎     | 亞軍   |
| 2014年 | 韓國羽毛球大獎賽            | 大獎賽     | 混合雙打 | 申昇瓚     | 冠軍   |
| 2015年 | 泰國羽毛球國際挑戰賽        | 國際挑戰賽 | 混合雙打 | 蔡侑玎     | 冠軍   |
| 2015年 | 越南羽毛球大獎賽            | 大獎賽     | 混合雙打 | 蔡侑玎     | 亞軍   |
| 2015年 | 泰國羽毛球黃金大獎賽        | 黃金大獎賽 | 混合雙打 | 嚴惠媛     | 冠軍   |
| 2015年 | 韓國羽毛球大師賽            | 大獎賽     | 混合雙打 | 嚴惠媛     | 準決賽 |
| 2015年 | 澳門羽毛球黃金大獎賽        | 黃金大獎賽 | 混合雙打 | 嚴惠媛     | 亞軍   |
| 2015年 | 美國羽毛球大獎賽            | 大獎賽     | 混合雙打 | 嚴惠媛     | 冠軍   |
| 2015年 | 墨西哥城羽毛球大獎賽        | 大獎賽     | 混合雙打 | 嚴惠媛     | 亞軍   |
| 2016年 | 亞洲羽毛球團體錦標賽        | 其他       | 男子團體 | －         | 季軍   |
| 2016年 | 德國羽毛球黃金大獎賽        | 黃金大獎賽 | 混合雙打 | 嚴惠媛     | 準決賽 |
| 2016年 | 世界大學生羽毛球錦標賽      | 其他       | 混合團體 | －         | 季軍   |
| 2016年 | 世界大學生羽毛球錦標賽      | 其他       | 男子雙打 | 金載煥     | 冠軍   |
| 2016年 | 中國羽毛球首要超級賽        | 首要超級賽 | 混合雙打 | 蔡侑玎     | 準決賽 |
| 2016年 | 香港羽毛球超級賽            | 超級賽     | 混合雙打 | 蔡侑玎     | 準決賽 |
| 2016年 | 韓國羽毛球大師賽            | 大獎賽     | 混合雙打 | 蔡侑玎     | 準決賽 |
| 2017年 | 亞洲羽毛球混合團體錦標賽    | 其他       | 混合團體 | －         | 亞軍   |
| 2017年 | 蘇迪曼盃                    | 其他       | 混合團體 | －         | 冠軍   |
| 2017年 | 中華台北羽球公開賽          | 黃金大獎賽 | 混合雙打 | 蔡侑玎     | 準決賽 |
| 2017年 | 加拿大羽毛球大獎賽          | 大獎賽     | 混合雙打 | 蔡侑玎     | 亞軍   |
| 2017年 | 美國羽毛球黃金大獎賽        | 黃金大獎賽 | 男子雙打 | 金載煥     | 準決賽 |
| 2017年 | 韓國羽毛球大師賽            | 大獎賽     | 混合雙打 | 蔡侑玎     | 亞軍   |
| 2018年 | 亞洲羽毛球團體錦標賽        | 其他       | 男子團體 | －         | 季軍   |
| 2018年 | 德國羽毛球公開賽            | 超級300賽  | 混合雙打 | 蔡侑玎     | 準決賽 |
| 2018年 | 澳洲羽毛球公開賽            | 超級300賽  | 混合雙打 | 金荷娜     | 準決賽 |
| 2018年 | 韓國羽毛球公開賽            | 超級500賽  | 男子雙打 | 徐承宰     | 準決賽 |
| 2018年 | 挪威羽毛球國際賽            | 國際系列賽 | 男子雙打 | 徐承宰     | 冠軍   |
| 2018年 | 愛爾蘭羽毛球公開賽          | 國際系列賽 | 男子雙打 | 徐承宰     | 冠軍   |
| 2018年 | 韓國羽毛球大師賽            | 超級300賽  | 男子雙打 | 徐承宰     | 冠軍   |
| 2018年 | 韓國羽毛球大師賽            | 超級300賽  | 混合雙打 | 申昇瓚     | 亞軍   |
| 2019年 | 西班牙羽毛球大師賽          | 超級300賽  | 混合雙打 | 金昭映     | 準決賽 |
| 2019年 | 澳洲羽毛球公開賽            | 超級300賽  | 男子雙打 | 徐承宰     | 準決賽 |
| 2019年 | 中華台北羽毛球公開賽        | 超級300賽  | 男子雙打 | 徐承宰     | 亞軍   |
| 2019年 | 越南羽毛球公開賽            | 超級100賽  | 男子雙打 | 徐承宰     | 冠軍   |
| 2019年 | 韓國羽毛球公開賽            | 超級500賽  | 男子雙打 | 徐承宰     | 準決賽 |
| 2019年 | 香港羽毛球公开赛            | 超級500賽  | 男子雙打 | 徐承宰     | 冠軍   |
| 2019年 | 韓國羽毛球大師賽            | 超級300賽  | 男子雙打 | 徐承宰     | 準決賽 |
| 2019年 | 赛义德·莫迪国际羽毛球锦标赛 | 超級300賽  | 男子雙打 | 徐承宰     | 亞軍   |
| 2020年 | 泰國羽毛球公開賽            | 超級1000賽 | 男子雙打 | 徐承宰     | 準決賽 |
| 2020年 | 世界羽聯世界巡迴賽總決賽    | 總決賽     | 男子雙打 | 徐承宰     | 準決賽 |
| 2021年 | 蘇迪曼盃                    | 其他       | 混合團體 | －         | 季軍   |
| 2022年 | 韓國羽毛球大師賽            | 超級300賽  | 男子雙打 | 金元昊     | 準決賽 |
| 2022年 | 印尼羽毛球公開賽            | 超級1000賽 | 男子雙打 | 金元昊     | 亞軍   |
| 2022年 | 日本羽毛球公開賽            | 超級750賽  | 男子雙打 | 金元昊     | 準決賽 |
| 2022年 | 法國羽毛球公開賽            | 超級750賽  | 男子雙打 | 金元昊     | 準決賽 |
| 2023年 | 德國羽毛球公開賽            | 超級300賽  | 男子雙打 | 金元昊     | 冠軍   |
| 2023年 | 蘇迪曼盃                    | 其他       | 混合團體 | －         | 亞軍   |
| 2023年 | 泰國羽毛球公開賽            | 超級500賽  | 男子雙打 | 金元昊     | 準決賽 |
| 2023年 | 新加坡羽毛球公開賽          | 超級750賽  | 男子雙打 | 金元昊     | 準決賽 |
| 2023年 | 亞洲運動會羽毛球比賽        | 其他       | 男子團体 | －         | 銅牌   |
| 2023年 | 亞洲運動會羽毛球比賽        | 其他       | 男子雙打 | 金元昊     | 銀牌   |
| 2024年 | 泰國羽毛球國際系列賽        | 國際系列賽 | 男子雙打 | Lim Su Min | 冠軍   |

| 2007-2017年 | 首要超級賽 | 超級賽 | 黃金大獎賽 | 大獎賽 | 國際挑戰賽 | 國際系列賽 | 未來系列賽 | 其他 |

| 2018-2026年 | 總決賽 | 超級1000賽 | 超級750賽 | 超級500賽 | 超級300賽 | 超級100賽 | 國際挑戰賽 | 國際系列賽 | 未來系列賽 | 其他 |

### 世界冠軍頭銜
催率圭在羽毛球生涯中共奪得1項羽毛球世界冠軍頭銜。
| 賽事     | 奪冠次數 | 年份               |
| -------- | -------- | ------------------ |
| 蘇迪曼盃 | 1        | 2017年（混合團體） |
| 總計     | 1        |                    |

### 奧運會和世錦賽參賽紀錄
|          | 搭檔   | 2017 | 2018 | 2019 | 2020       | 2021 | 2022 | 2023  |
| -------- | ------ | ---- | ---- | ---- | ---------- | ---- | ---- | ----- |
| 男子雙打 | 徐承宰 | －   | －   | 8強  | 小組第三名 | －   | 8強  | －    |
| 男子雙打 | 金元昊 | －   | －   | －   | －         | －   | －   | 32強1 |
|          |        |      |      |      |            |      |      |       |
| 混合雙打 | 蔡侑玎 | 16強 | －   | －   | －         | －   | －   | －    |
| 混合雙打 | 申昇瓚 | －   | －   | －   | －         | －   | 32強 | －    |

- ^  注解1：退賽

## 主要对賽记录
催率圭與主要對手的對賽成績如下，截至2019年1月31日：
男雙 - 徐承宰
| 對手 | 對賽次數 | 對賽結果 | 對賽結果 | 總計 |
| 對手 | 對賽次數 | 勝       | 負       | 總計 |
| ---- | -------- | -------- | -------- | ---- |

| 對手                                     | 對賽次數 | 對賽結果 | 對賽結果 | 總計 |
| 對手                                     | 對賽次數 | 勝       | 負       | 總計 |
| ---------------------------------------- | -------- | -------- | -------- | ---- |
| 楊博涵 盧敬堯                            | 2        | 2        | 0        | +2   |
| 李洋 李哲輝                              | 2        | 2        | 0        | +2   |
| 小林優吾 保木卓朗                        | 2        | 1        | 1        | 0    |
| 麥斯·埃米爾·克里斯坦森 克里斯托弗·克努森 | 1        | 1        | 0        | +1   |
| 苏伟译 謝定峰                            | 1        | 1        | 0        | +1   |

混雙 - 蔡侑玎
| 對手          | 對賽次數 | 對賽結果 | 對賽結果 | 總計 |
| 對手          | 對賽次數 | 勝       | 負       | 總計 |
| ------------- | -------- | -------- | -------- | ---- |
| 徐承宰 金荷娜 | 4        | 1        | 3        | -2   |
| 金元昊 申昇瓚 | 2        | 1        | 1        | 0    |

| 對手                            | 對賽次數 | 對賽結果 | 對賽結果 | 總計 |
| 對手                            | 對賽次數 | 勝       | 負       | 總計 |
| ------------------------------- | -------- | -------- | -------- | ---- |
| 鲁恺 黄雅琼                     | 6        | 3        | 3        | 0    |
| 普拉文·乔丹 戴比·苏珊托         | 5        | 3        | 2        | -1   |
| 通托维·艾哈迈德 利利亚纳·纳西尔 | 3        | 0        | 3        | -3   |
| 垰畑亮太 米元小春               | 2        | 2        | 0        | +2   |
| 曾敏豪 胡綾芳                   | 2        | 2        | 0        | +2   |
| 李洋 許雅晴                     | 2        | 2        | 0        | +2   |
| HO Wai Lun 袁倩瀅               | 2        | 2        | 0        | +2   |
| 博丁·伊沙拉 沙威丽·阿米达拜     | 2        | 1        | 1        | 0    |
| 王齊麟 李佳馨                   | 2        | 2        | 0        | -2   |
| 吳順發 賴潔敏                   | 2        | 0        | 2        | -2   |